# Dorsum

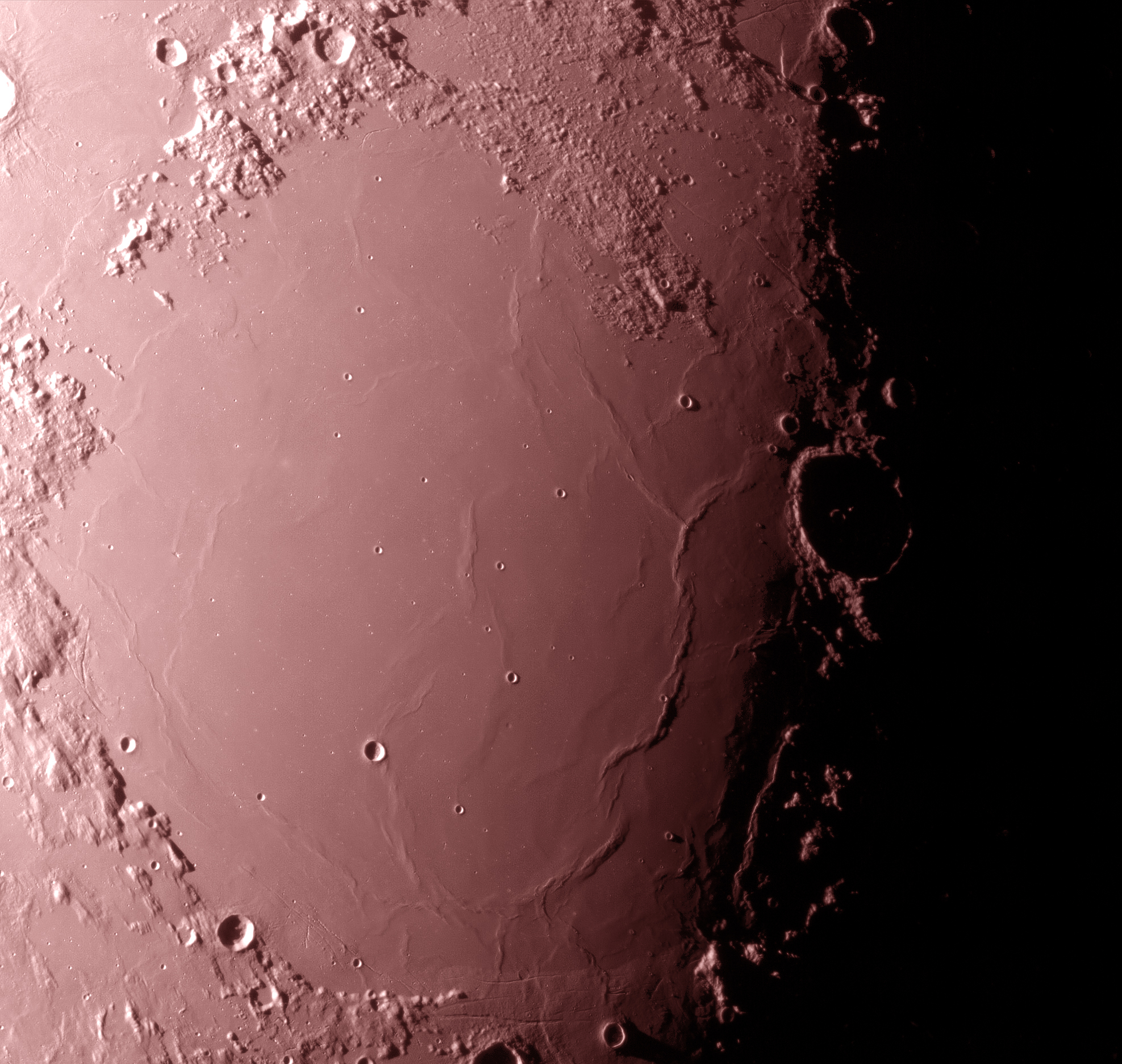
Diferentes dorsa en el Mare Serenitatis de la Luna.

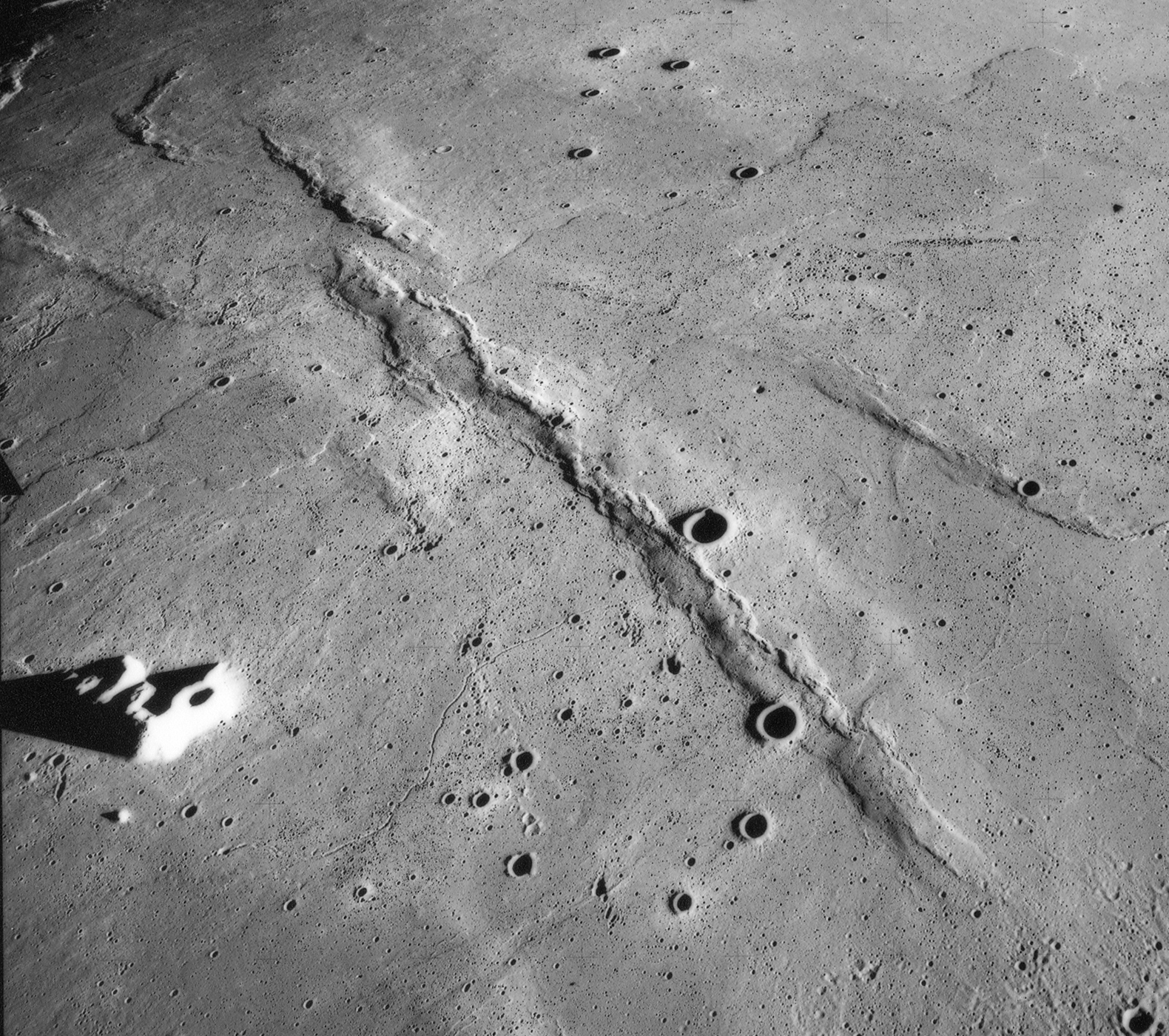
La Dorsum Zirkel en el Mare Imbrium.

Dorsum (en plural: Dorsa), es una cresta o elevación del terreno de forma longitudinal en la superficie de un planeta, satélite o asteroide. Es una designación puramente morfológica, independientemente de la causa de su formación.
En la Luna suele recibir la denominación de cresta arrugada, por su semejanza con una arruga en la piel o en la ropa. Están ubicadas principalmente en los mares, y se cree que son debidas en su mayor parte a la compresión de los flujos de lava durante los últimos estadios de enfriamiento.

## Nomenclatura
Para asignar los nombres de las dorsum/dorsa existen los siguientes criterios regulados por la Unión Astronómica Internacional:
- Planetas
  - Mercurio: científicos fallecidos que han contribuido al estudio de Mercurio.
  - Venus: diosas del cielo.
- Satélites
  - Luna: geocientíficos.
- Asteroides
  - Ida: participantes en el Proyecto Galileo.
  - Eros: científicos que han contribuido a la exploración y el estudio de Eros.